# Marañón-Reisratten
Die Marañón-Reisratten (Eremoryzomys) sind eine Gattung von Nagetieren in der Familie der Wühler. Die zwei Arten sind im nordwestlichen Südamerika verbreitet. Die schon vor 2006 bekannte Große Marañón-Reisratte wurde bis zu diesem Zeitpunkt in der Gattung der Reisratten (Oryzomys) gelistet.
Der Gattungsname ist aus dem altgriechischen Wort eremia (verlassener Ort) und dem Namen der Reisratten Oryzomys gebildet. Er bezieht sich auf die von anderen Reisratten abgelegene Verbreitung.
Die IUCN listet nur die Große Marañón-Reisratte mit unzureichende Datenlage (data deficient).

## Taxonomie
Laut genetischen Studien trennte sich die Gattung als erste von einer Entwicklungslinie, die aus 17 anderen Wühlern besteht. Zu diesen zählen unter anderem zwei Reisratten (nach neuer Einteilung), die Brasilianische Reisratte, die Lund-Wasserratte, zwei Arten der Sumpfratten (Holochilus), die Paraguay-Reisratte, zwei Arten der Galápagos-Reisratten, zwei Arten der Neotropischen Wasserratten und die Alfaro-Wasserratte. Die Erstbeschreibung der Kleinen Marañón-Reisratte (Eremoryzomys mesocaudis) erfolgte 2016.

## Merkmale
Das oberseitige Haarkleid ist gesprenkelt in grau oder braun mit gelbbraun. Unterseits sind die Haare an der Wurzel grau und im weiteren Verlauf weiß. Die Ohren erreichen nicht die Augen, wenn sie nach vorn gebogen werden und die Vibrissen reichen nicht bis hinter die Ohren, wenn sie zurückgebogen werden. Auffällig sind kleine Haarbüschel am Beginn der Krallen der Hinterfüße. Zusätzlich unterscheidet sich die Form der Ballen auf den Sohlen von anderen Reisratten. Der Schwanz hat eine deutliche Grenze zwischen dunkler Ober- und heller Unterseite. Die Arten unterscheiden sich weiterhin durch mehrere abweichende Details des Schädels und der Zähne von anderen Mitgliedern des Tribus Oryzomyini.
Die Kleine Marañón-Reisratte ist kleiner als die andere Art, die farbliche Aufteilung des Schwanzes ist weniger deutlich und die Ballen an den Füßen sind dunkler.

## Arten und Verbreitung
- Kleine Marañón-Reisratte (Eremoryzomys mesocaudis), wurde in einem breiten Tal am Oberlauf des Río Marañón gefunden
- Große Marañón-Reisratte (Eremoryzomys polius), lebt im Norden Perus in den Anden und erreicht möglicherweise Ecuador